# Gubin (Niemcy)
Gubin (niem. Guben, dolnołuż. Gubin, w latach 1961–1990 Wilhelm-Pieck-Stadt Guben) – miasto w niemieckiej części Łużyc Dolnych, znajdujące się na lewym brzegu Nysy Łużyckiej, w kraju związkowym Brandenburgia. Leży na granicy z Polską. W 1945 r. Gubin został podzielony na zachodnią – niemiecką (Guben), oraz polską część wschodnią – Gubin, obecnie samodzielne miasto. Do 21 grudnia 2007 r. zlokalizowane były tutaj drogowe i kolejowe przejścia graniczne z Polską.

## Historia

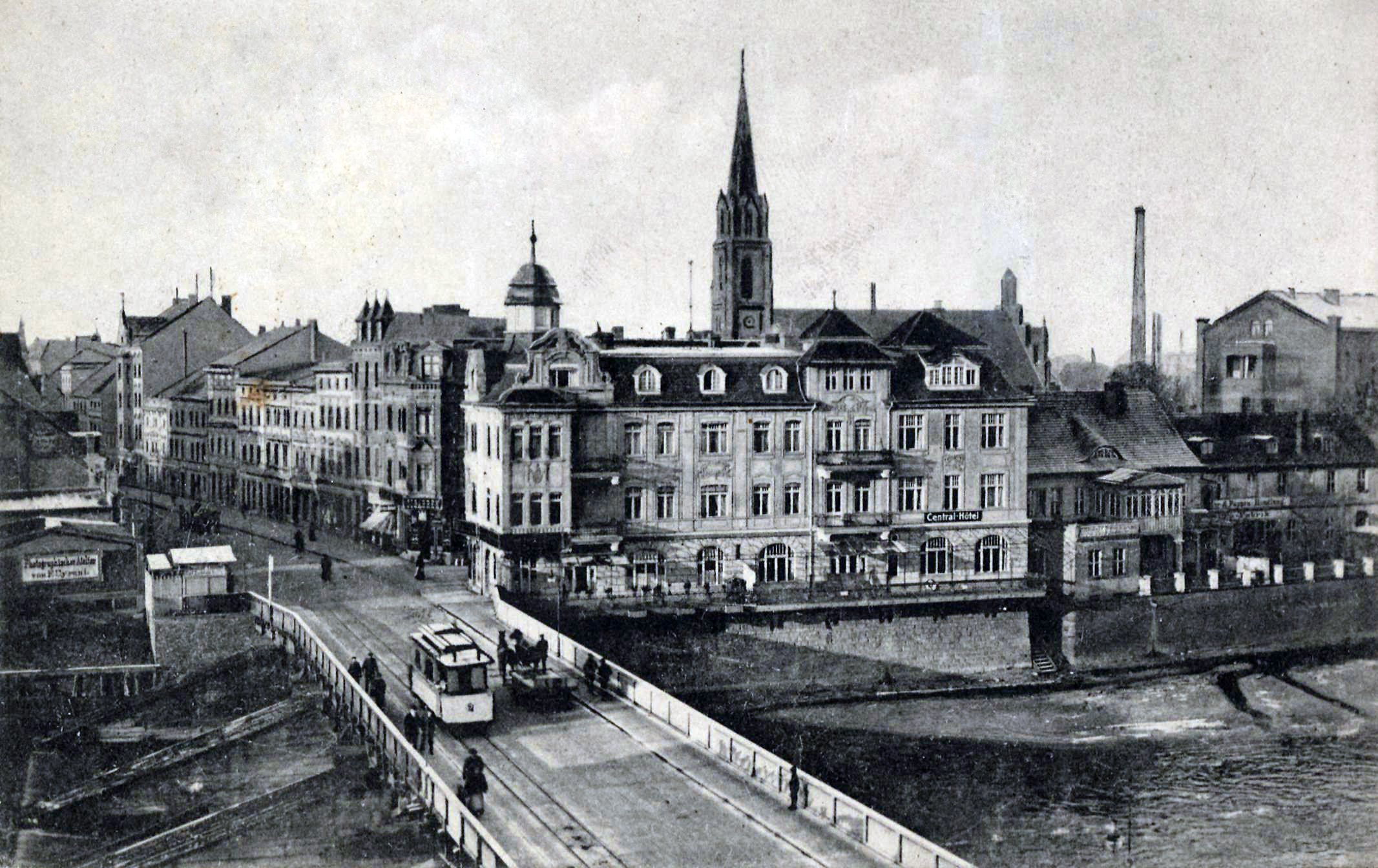
Gubin ok. 1920 roku

Po raz pierwszy wzmiankowane w pocz. XIII w. (1211) w dokumencie Henryka Brodatego zwalniającym z opłat celnych sól importowaną z Gubina i podającym, że posiadał prawo składu. W 1235 nadano przywilej lokacyjny i magdeburskie prawa miejskie, a w 1311 prawo do bicia własnej monety. Od 1367 miasto znajdowało się w granicach Korony Czeskiej, od 1469 Węgier, od 1490 ponownie Czech, a w 1635 wraz z Dolnymi Łużycami weszło w skład Elektoratu Saksonii, w latach 1697–1763 połączonego unią personalną z Polską. W rezultacie w 1749 przez Gubin poprowadzony został trakt pocztowy łączący Warszawę i Drezno.
Po klęsce Napoleona i wspierającej go Saksonii, na mocy postanowień kongresu wiedeńskiego w 1815 miasto zostało częścią Prus, z którym w 1871 zostało częścią Rzeszy Niemieckiej. Od 1884 roku należało do rejencji frankfurckiej w prowincji Brandenburgia.
17 listopada 2006 w Gubinie otwarto tzw. Plastinarium kontrowersyjnego niemieckiego artysty Gunthera von Hagensa.

## Demografia
Od II poł. XIX wieku miasto notowało dynamiczny rozwój demograficzny – w 1860 miasto liczyło ok. 15 tys. mieszkańców, by w 1939 posiadać ich 45,8 tys. (z czego ok. 28 tys. w części prawobrzeżnej).
Obecnie Gubin liczy 17 655 mieszkańców. Wraz z polskim Gubinem tworzy aglomerację transgraniczną liczącą 34 691 mieszkańców.

## Zabytki
- Słup dystansowy poczty polsko-saskiej z herbami Polski i Saksonii z 1736 (rekonstrukcja z 1989)
- Kościół Dobrego Pasterza, ewangelicki, wybudowany w latach 1902–1903 w stylu secesyjnym
- Willa fabrykanta Ludwiga Meyera, wybudowana w 1898 roku w stylu neorenesansowym, w której od 1996 mieści się Niemiecko-Słowiańskie Centrum Kultury (niem. Deutsch-Slawische Kulturzentrum)
- Dworzec kolejowy
- Kamienice przy ulicach Frankfurckiej (Frankfurter Straße) i Berlińskiej (Berliner Straße)

Nieopodal dworca kolejowego znajduje się charakterystyczny, półokrągły budynek tzw. Zielonej Poczty przy Berliner Straße, otwartej w 1928 roku.

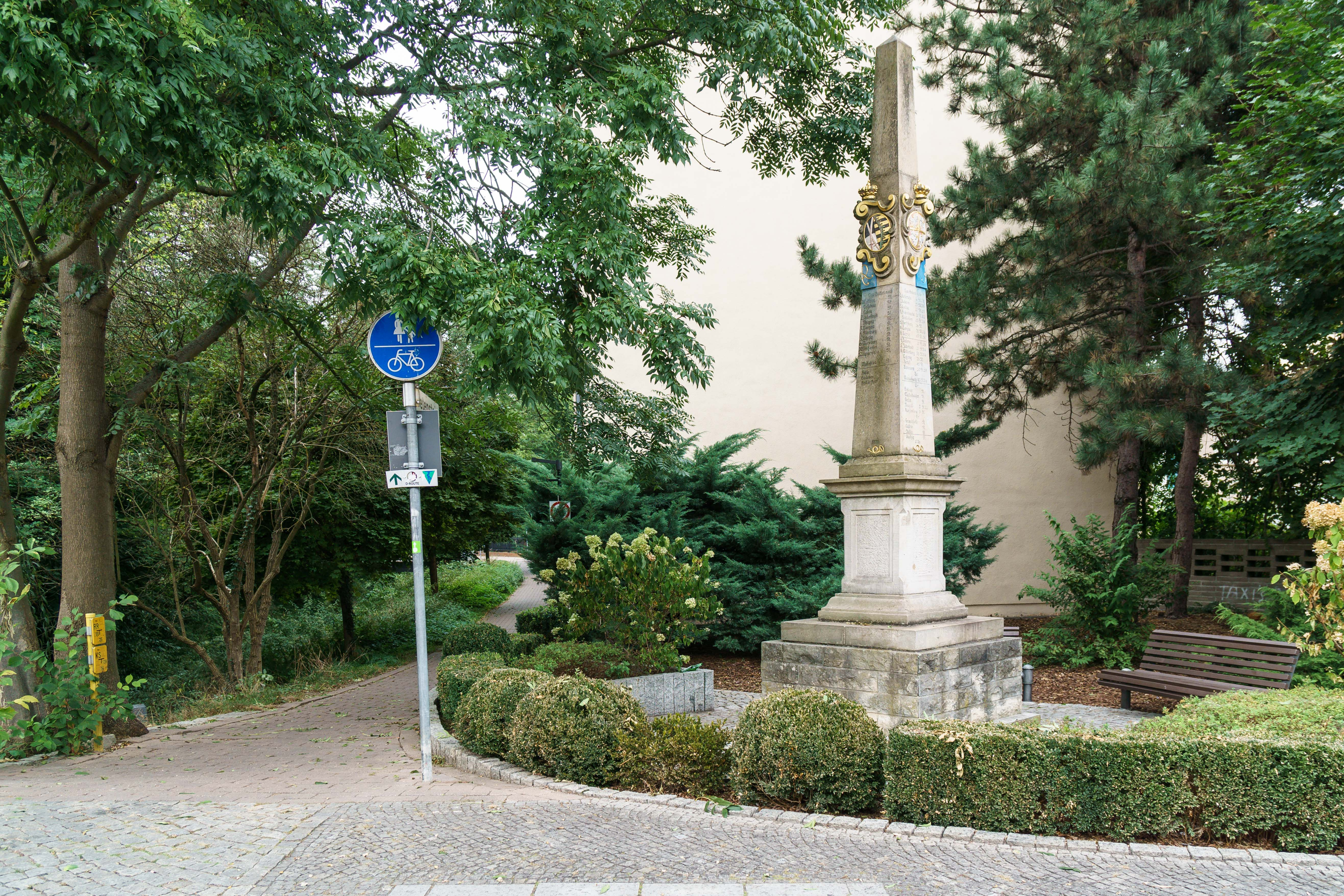
Pocztowy słup dystansowy
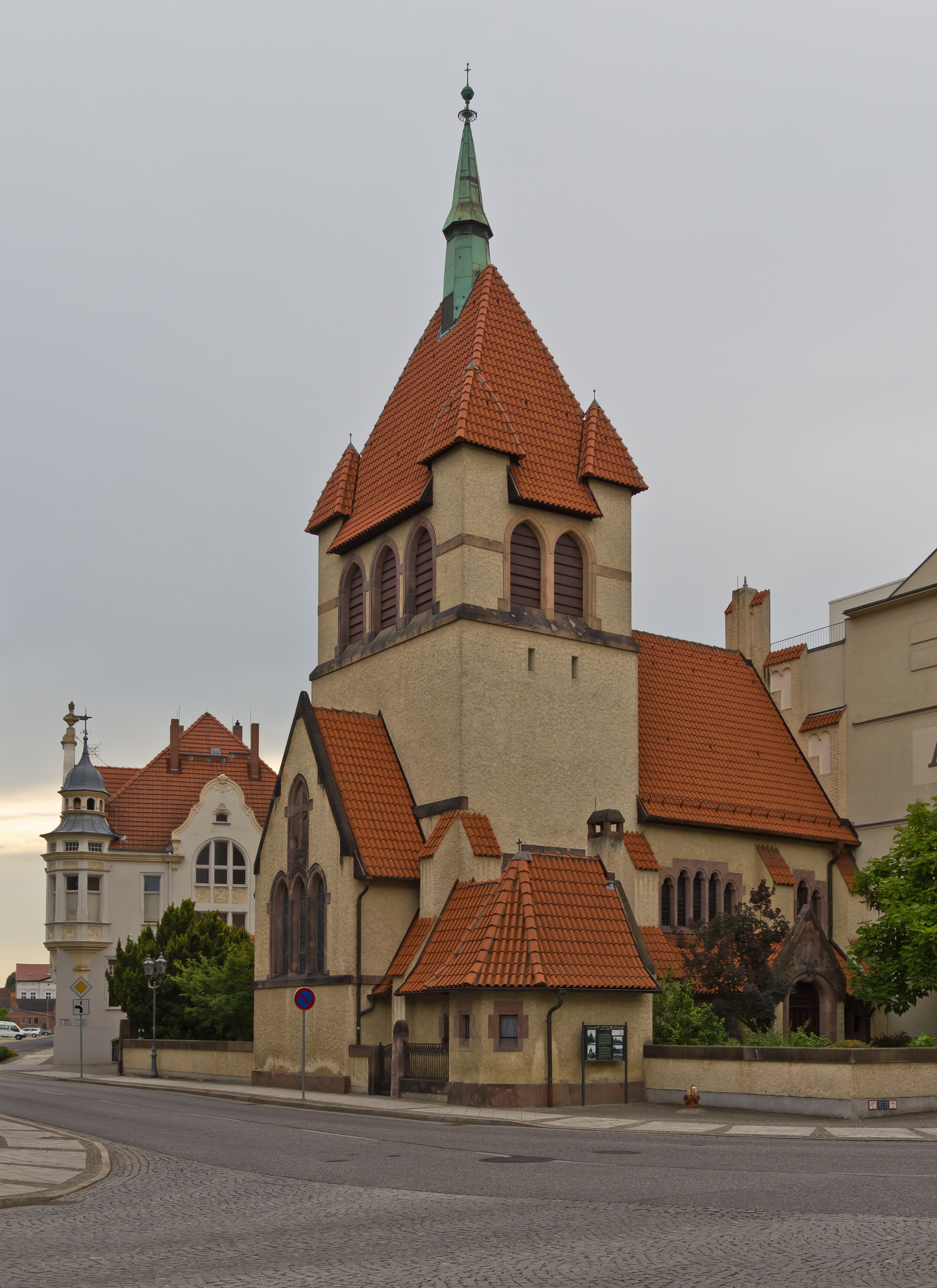
Kościół Dobrego Pasterza
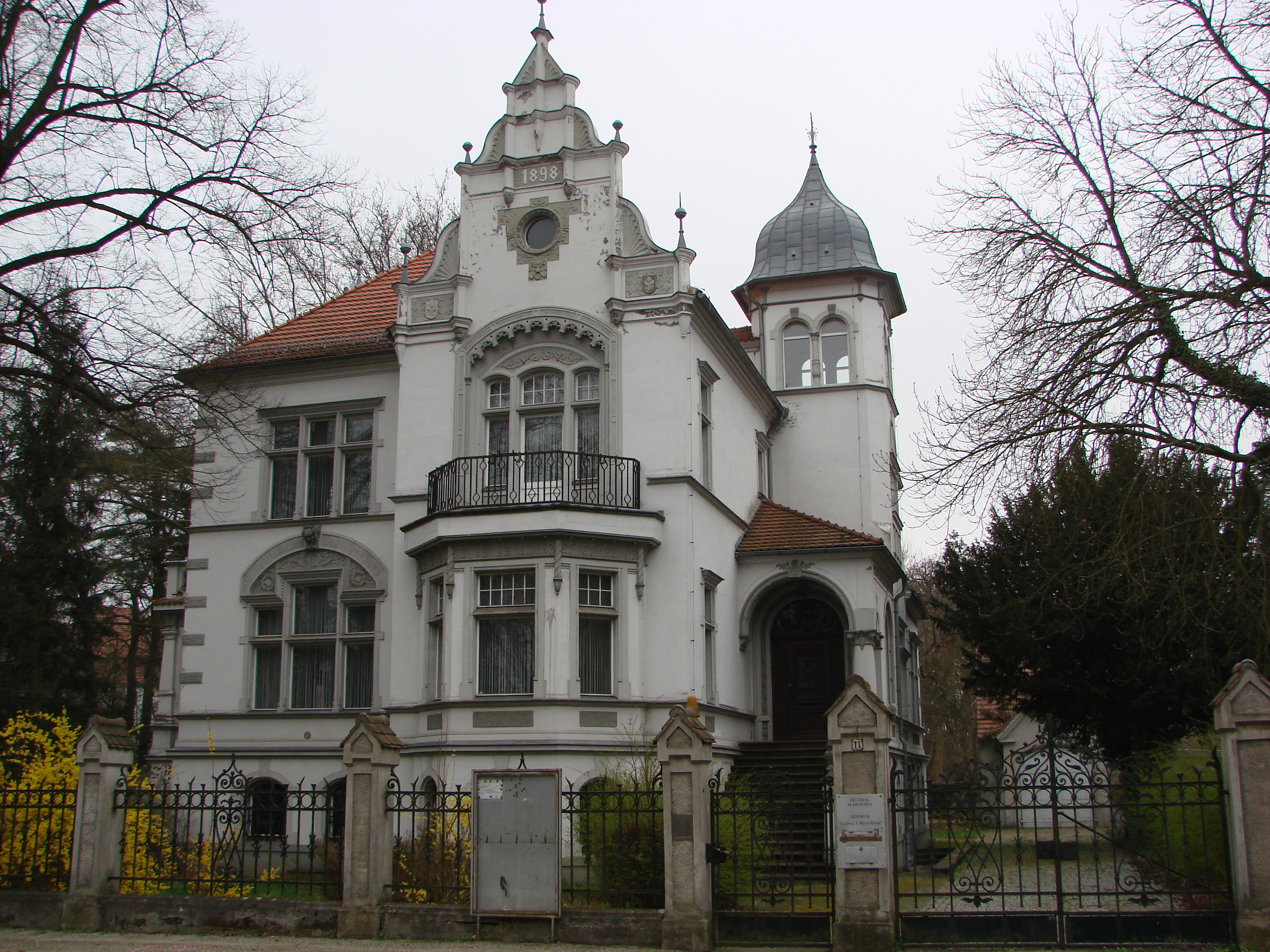
Willa Ludwiga Meyera
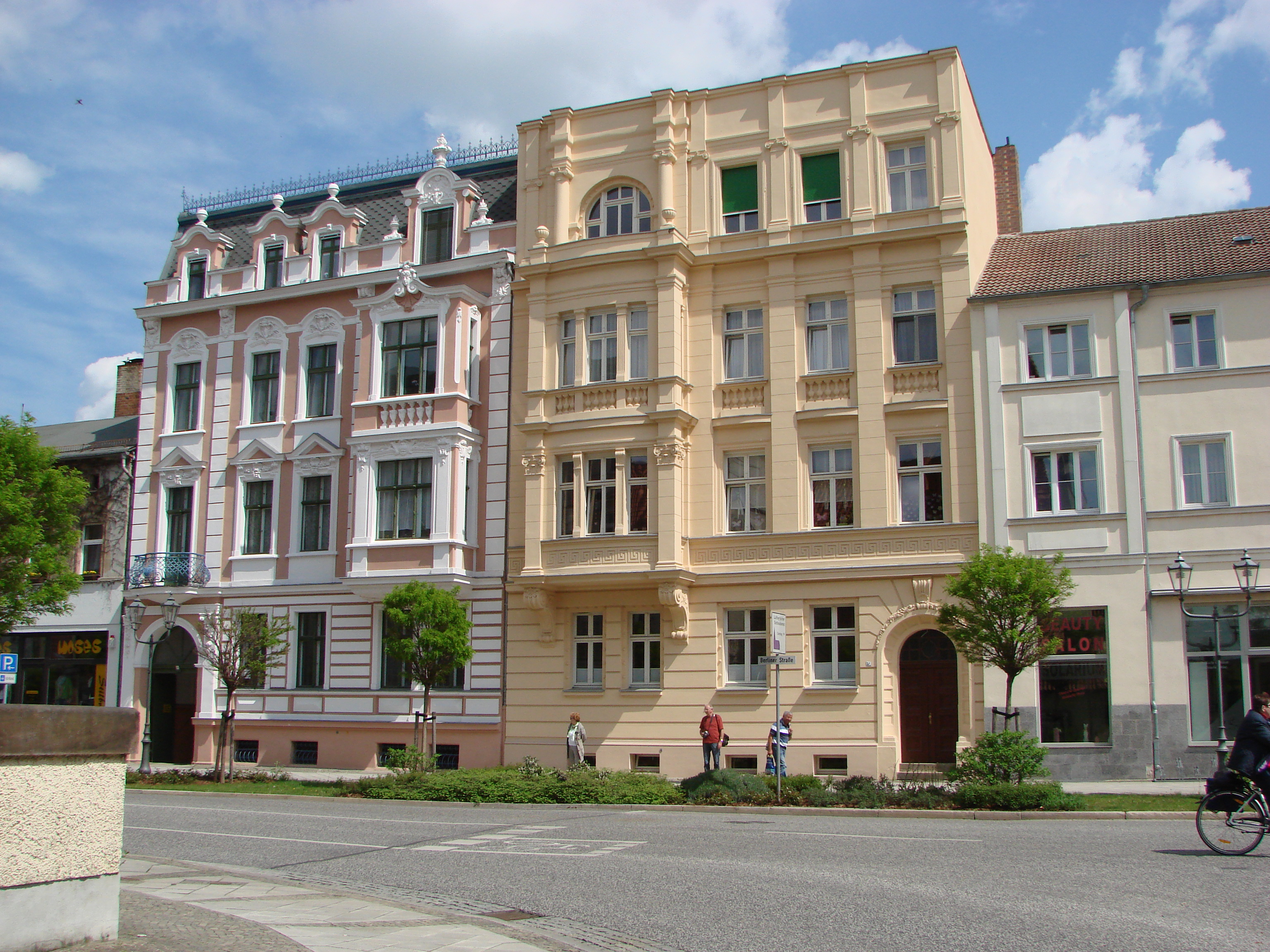
Kamienice przy Berliner Straße

## Gospodarka
Miasto miało „od zawsze” handlowy charakter, ze względu na swoje dogodne położenie – pogranicze słowiańsko-germańskie, ważne szlaki handlowe z północy na południe z Pomorza Zachodniego do Czech (wzdłuż Odry i Nysy Łużyckiej) oraz z zachodu na wschód z Łużyc do Wielkopolski. Handlowano wołami i zbożem z kupcami szkockimi, węgierskimi i polskimi. Ponadto uprawiano tu winorośl i wytwarzano wino, z którego swego czasu miasto słynęło. Zajmowano się również żeglugą na Nysie i Odrze.
W XIX w. założono na lewobrzeżnych, zachodnich przedmieściach Gubina pierwszą na Łużycach mechaniczną przędzalnię wełny. Od tego czasu miasto stało się znanym ośrodkiem włókienniczym.

## Transport

### Drogi
Przez wschodnią część Gubina przebiega droga krajowa B122, łącząca Forst z gminą Küstriner Vorland w Łużycach Dolnych. Krzyżuje się ona na terenie miasta z drogą krajową B320, biegnąca od węzła w Gubinie do miasta Lubin (Lübben) w Brandenburgii. Na południu miasta swój bieg kończy droga krajowa B97 relacji Drezno - Klein Gastrose, na granicy polsko-niemieckiej (która następnie biegnie na terenie polski jako droga krajowa nr 32).

### Komunikacja
W mieście znajduje się stacja kolejowa. Od roku 1904 w Gubinie natomiast kursowały tramwaje.

## Współpraca międzynarodowa
- Polska: Gubin

## Współpraca krajowa
- Dolna Saksonia: Laatzen
- Nadrenia Północna-Westfalia: Velbert